# 대한민국 제12대 국회 후반기 의장단 선거
제12대 국회 후반기 의장단 선거는 1987년 5월 12일 실시되었다.
선거 결과 6선의 이재형 민주정의당 의원이 국회의장에, 재선의 장성만 민주정의당 의원이 국회부의장에 선출되었다.
국회법상 국회부의장은 두 명을 선출해야 했으나, 통일민주당과 신한민주당은 4·13 호헌 조치, 범양 사건 조사특위 구성 거부 등에 대한 항의의 표시로 국회부의장 후보 불추천 및 원 구성 보이콧을 선언하였다. 결국 5월 12일 열린 본회의에서 국회는 국회의장과 민주정의당 몫 국회부의장의 선거만 실시하였으며, 국회의장에 재선된 이재형 의장은 당선 인사에서 "의석의 1/3 가량이 원 구성에 불참한 채로 의장 선거를 하고 본인이 당선된 심정은 혼인 잔치에 사돈집에서 거의 안 온 것 같은 심정"이라고 말하기도 했다. 이후 여당은 국회의 정상적인 운영을 위해 야당에서 속히 국회부의장 후보를 공천해줄 것을 요구하였으나, 야당이 끝까지 거부하여 제12대 국회의 야당 몫 국회부의장 자리는 임기가 끝날 때까지 공석으로 남고 말았다.
당시 정당별 국회 의석 수는 민주정의당 147석, 통일민주당 67석, 신한민주당 28석, 한국국민당 21석, 민주한국당 3석, 무소속 8석이었다. 그 중 통일민주당과 신한민주당은 4·13 호헌 조치 등에 대한 항의의 표시로 본회의에 불참하여, 민주정의당 의원 145명, 한국국민당 의원 20명, 민주한국당 의원 3명, 무소속 의원 2명 등 170명만이 모여 선거를 치르게 되었다.

## 선거 제도
국회의장 및 국회부의장은 국회의원들의 무기명 투표로 선출하되 만약 1차 투표 결과 재적 의원의 과반을 득표한 자가 없으면 2차 투표를 실시하고, 2차 투표에서도 과반 득표자가 나오지 않을 시 최고득표자와 차점자에 대하여 3차 결선 투표를 실시하되 이 경우 단순 다수 득표자를 당선자로 하도록 되어있었다.

## 후보

### 국회의장 후보

#### 민주정의당
민주정의당은 5월 11일 이재형 국회의장을 국회의장 후보로 재지명하였다.

### 국회부의장 후보

#### 민주정의당
민주정의당은 5월 11일 장성만 당 정책위원회 의장을 국회부의장 후보로 지명하였다.

#### 통일민주당
남은 한 곳의 국회부의장은 관례상 제1야당인 통일민주당이 차지하는 것이 맞았으나, 통일민주당은 여당의 독선에 대한 항의의 표시로 국회부의장 후보를 내지 않고 의장단 선거에 불참하기로 하였다.

#### 기타
통일민주당이 국회부의장 후보를 내지 않자 제2야당 신한민주당과 제3야당 한국국민당은 독자적으로 국회부의장 후보를 낼 것을 고려하였으나, 통일민주당에 야당으로서의 선명성 경쟁에서 밀릴 수 있다는 우려와 괜히 1985년 국회부의장 보궐선거 때처럼 야권이 분열하는 모습을 보여선 안 된다는 여론이 우세해 두 당 모두 후보를 내지 않기로 결정하였다.

## 선거 결과

### 국회의장 선거
전국구의 이재형 민주정의당 의원이 당선되었다.
| 후보   | 소속       | 득표 | %    | 비고 |
| ------ | ---------- | ---- | ---- | ---- |
| 이재형 | 민주정의당 | 165  | 60.2 | 당선 |
| 김영구 | 민주정의당 | 1    | 0.4  |      |
| 채문식 | 민주정의당 | 1    | 0.4  |      |
| 무효   | 무효       | 3    | 1.1  |      |
| 결석   | 결석       | 104  | 38.0 |      |
| 재적   | 재적       | 274  | 100  |      |

### 민주정의당 몫 국회부의장 선거
부산직할시 북구 지역구의 장성만 민주정의당 의원이 당선되었다.
| 후보   | 소속       | 득표 | %    | 비고 |
| ------ | ---------- | ---- | ---- | ---- |
| 장성만 | 민주정의당 | 160  | 58.4 | 당선 |
| 최영철 | 민주정의당 | 2    | 0.7  |      |
| 무효   | 무효       | 8    | 2.9  |      |
| 결석   | 결석       | 104  | 38.0 |      |
| 재적   | 재적       | 274  | 100  |      |